# Východná
Východná (in ungherese Vichodna) è un comune della Slovacchia facente parte del distretto di Liptovský Mikuláš, nella regione di Žilina.